# Робинсон Молина
Робинсон Молина (шп. Robinson Molina; Валенсија, 5. мај 1997) венецуелански је пливач чија ужа специјалност су трке леђним стилом. Вишеструки је национални првак и рекордер, и рекордер Јужне Америке. 

## Спортска каријера
Молина је дебитовао на великим такмичењима на међународној сцени још као јуниор, на светском јуниорском првенству које је 2013. одржано у емиратском Дубаију, а у наредне две године наступио је и на Олимпијским играма младих у Нанкингу (2014) и Светском јуниорском првенству у Сингапуру (2015), где је освојио бронтзану медаљу у трци на 50 леђно. 
У јулу 2015. пливао је за венецуеланску штафету 4×100 мешовито на Панамеричким играма у Торонту.
На светским првенствима у великим базенима је дебитовао у Будимпешти 2017, где је пливао у квалификацијама трке на 50 леђно, а које је окончао на 36. месту у конкуренцији 55 пливача. 
Плчивао је и на светском првенству у корејском Квангџуу 2019 — трку на 50 леђно је окончао на 46, а ону на 100 леђно на 52. месту. 